# Dendrochirus biocellatus
Dendrochirus biocellatus är en fiskart som först beskrevs av Fowler, 1938.  Dendrochirus biocellatus ingår i släktet Dendrochirus och familjen Scorpaenidae. Inga underarter finns listade i Catalogue of Life.